# 譲与
譲与（じょうよ）とは、中世日本において相続のために所領・財産を譲渡・配分すること。処分（しょぶん）とも呼ばれる。譲与と処分には具体的な違いはないが、譲渡・配分のために作成された文書の文中に「処分」の語を含むものを処分状、書出部分に「譲与」の語が書かれたものを譲状と称し、処分状によってなされる譲渡・配分を「処分」、譲状によってなされる譲渡・配分を「譲与」と称していた。

## 概要
譲与・処分とは、所領・財産を持っている現在の所有者（譲与者・処分者）が自己の子孫・妻妾・兄弟姉妹などに対して生前のうちに譲渡・配分を行う、あるいはあらかじめ譲渡・配分の方法を定めておいて、自己が死亡した時に効力が生じるようにしておくことを言う。前者は「生前譲与」、後者は「死後譲与」とも呼ばれ、死後譲与の決定によって現在の所領の所有者は「一期領主」、死後譲与の結果次の所有者になる者は「未来領主」とも称されている。
本来、譲与・処分を行うには、あらかじめ解を作成して公的機関に譲与・処分を行うことを申請して外題による承認を必要としていたが、後には譲渡・配分の対象になる相手とその対象となる財産・所領を記した譲状・処分状を渡すことになった。ただし、武家法においては、所領の譲与・処分を有効とするには更に主君から譲状・処分状の内容に基づいた安堵が認められる必要があった。
中世においては教令権を根拠とした親による悔返が認められていたため、一旦譲与・処分が済んだ所領・財産でも悔返を行って第三者に改めて譲与・処分を行うことができた（ただし、公家法においては死後に効力が生じる譲与・処分のみに悔返を認めていたとされる）。妻妾に与えた所領・財産についても離縁や死亡を理由とした悔返が認められていた。また、全く同じ所領を複数の相手に譲与・処分されるなど複数の内容が矛盾した譲状・処分状が出てきた場合には、後状（後日に作成された譲状・処分状）が有効とされていた。
なお、僧侶の場合は自己の弟子に堂舎や経典、財産などを譲与・処分することが認められていたが、これを「付属」と称した。また、所有者の兄弟姉妹や外孫、更にそれ以上の疎遠な血縁者を含む第三者に対する譲与・処分は和与の一種である「他人和与」とみなされて悔返は認められなかった。これは所有者の妻子などが後状が持っていたとしても他人和与に対抗することができないものとされていた。ただし、鎌倉幕府は御家人領が他人和与によって非御家人に流出するのを避けるために他人和与に対しては制約を加えたり、他人和与に関する証文に悔返の規定や文言が入っていれば悔返を有効とするなどの措置を採っている。